# Emanuel Chanis
Emanuel Raphael Chanis Muñoz (ur. 21 grudnia 1998 w mieście Panama) – panamski piłkarz występujący na pozycji środkowego obrońcy, reprezentant Panamy, od 2025 roku zawodnik Universitario.